# Baustellenschild (Deutschland)

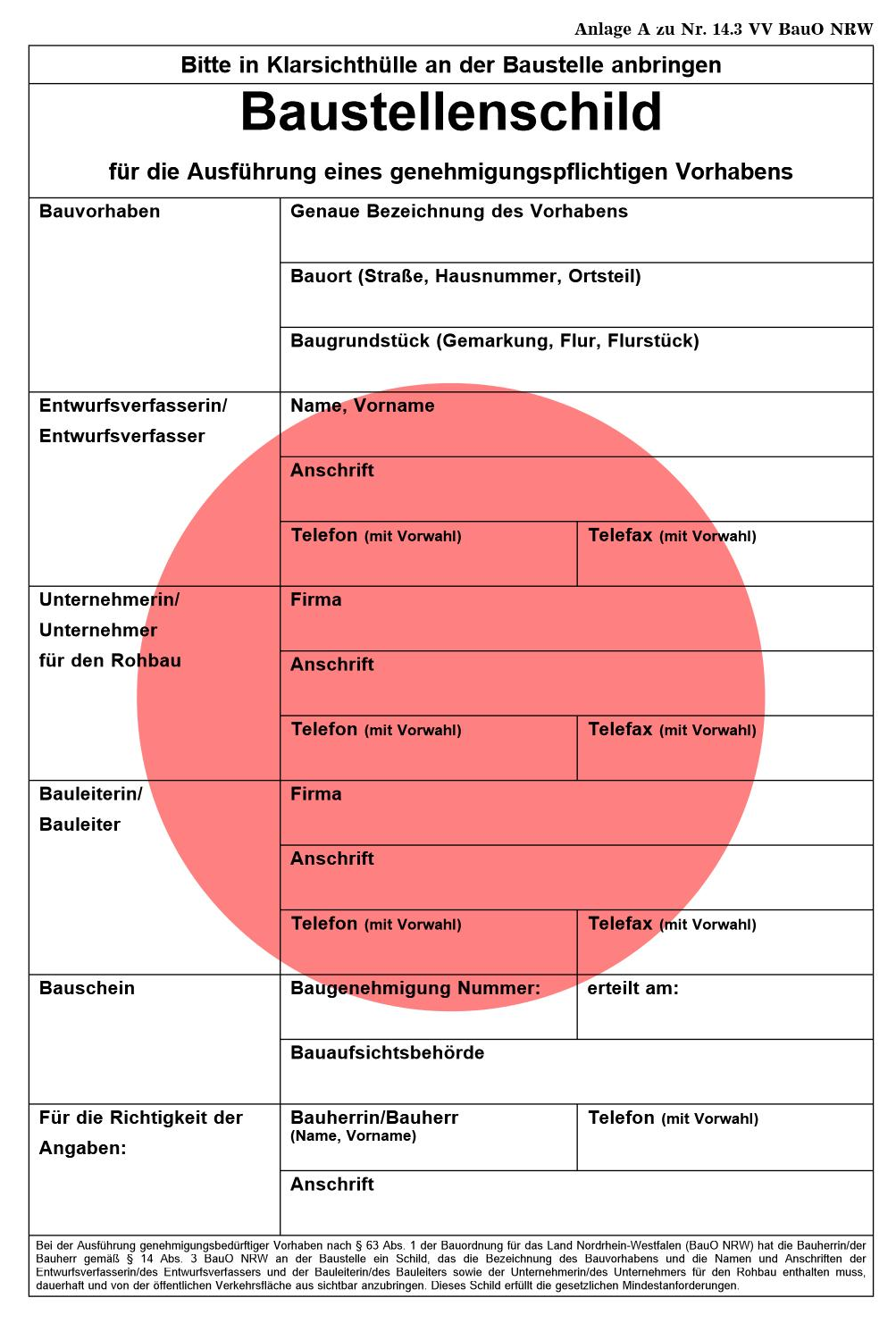
Baustellenschild für die Ausführung eines genehmigungspflichtigen Vorhabens in NRW

Ein Baustellenschild oder Bauschild ist ein nach den deutschen Landesbauordnungen vorgeschriebener Hinweis an Baustellen genehmigungsbedürftiger Vorhaben.

## Mindestangaben und Aussehen
Während der Bauausführung muss das Baustellenschild zumeist das Bauvorhaben sowie die Namen und Anschriften des Bauherrn und des Entwurfsverfassers enthalten, darüber hinaus beispielsweise auch den Namen des Bauleiters oder Namen, Anschrift und Rufnummer der Unternehmer für die Rohbauarbeiten.
In Nordrhein-Westfalen sind Baustellenschilder von genehmigungsbedürftigen Bauvorhaben durch einen großen roten mittigen Punkt auf weißem Hintergrund gekennzeichnet, ebenso der Baufreigabeschein in Baden-Württemberg.
In Niedersachsen wird das Baustellenschild offiziell Bauschild genannt.
Es muss für die gesamte Dauer der Bauzeit von der öffentlichen Verkehrsfläche aus sichtbar angebracht sein. Der Bauherr erhält es zusammen mit der Baugenehmigung.

## Werbeanlagen an Baustellen

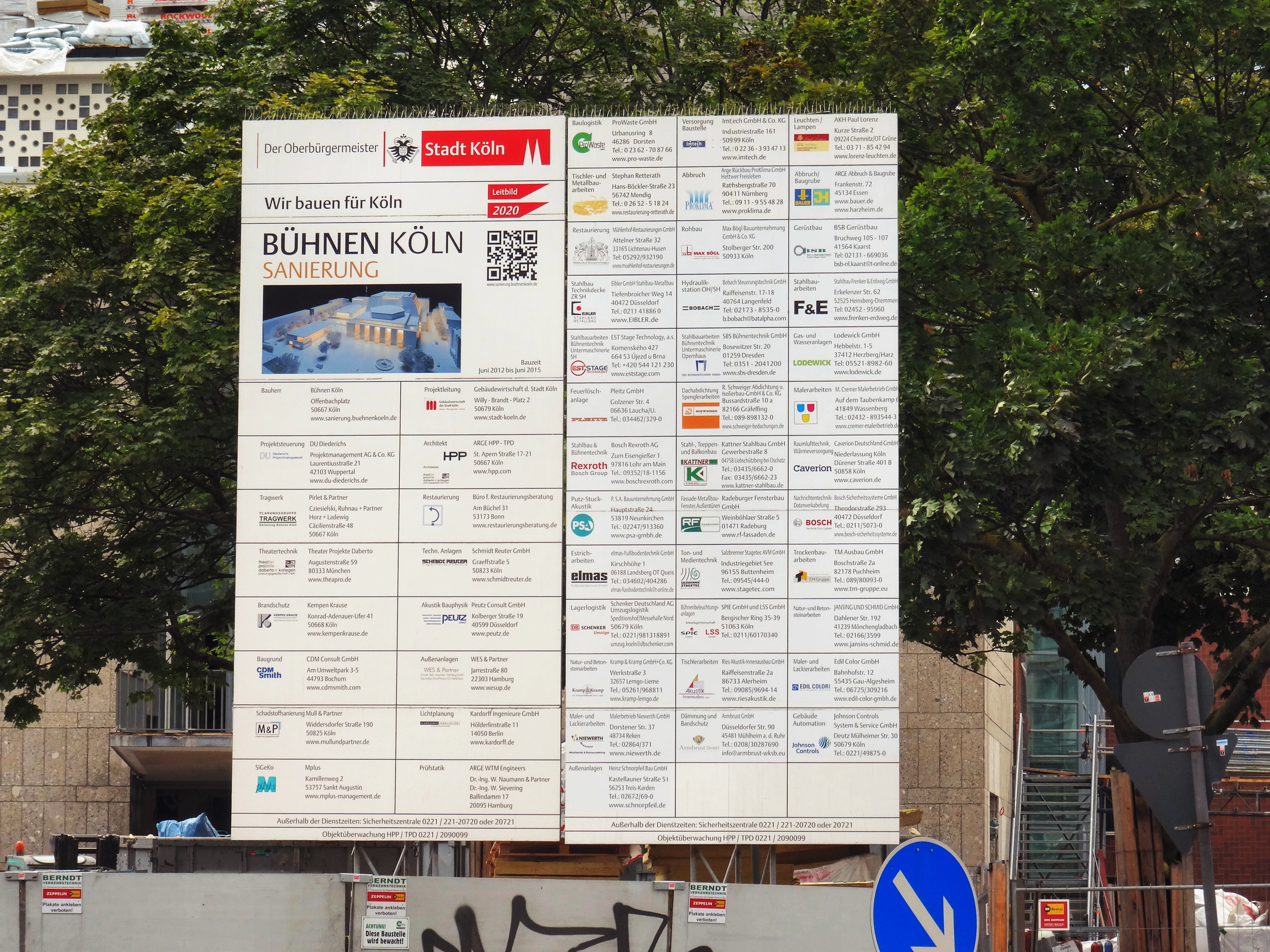
Werbetafel zum Umbau der Kölner Oper mit den am Bau beteiligten Firmen.

Auf Initiative des Bauherren an der Baustelle im öffentlichen Straßenraum aufgestellte Tafeln, die der Information der Passanten und der Werbung der an der Baumaßnahme beteiligten Gewerke dienen, sind grundsätzlich nach Baurecht genehmigungsbedürftige bauliche Anlagen (Werbeanlagen). Ausnahmen regeln die Landesbauordnungen, etwa für kleinere Anlagen von bis zu 1 m² im bauplanungsrechtlichen Innenbereich. In der Regel werden der Entwurfsverfasser, die beteiligten Ingenieurbüros und die Hauptgewerke aufgeführt. Oft enthält das Bauschild auch einen Grundriss oder eine perspektivische Darstellung des Gebäudes als Vorschau und wird schon vor Beginn der Bauausführung aufgestellt.
Derartige Werbeanlagen werden meist auf Unterkonstruktionen aus Holz, seltener auch aus modular aufgebauten Aluminium- oder Stahlgitterträgern befestigt, die einen gut sichtbaren Standort ermöglichen und durch ausreichend dimensionierte oder beschwerte Standfüße vor dem Kippen gesichert sein müssen. Auch Planen zum Anhängen an ein Gerüst oder unmittelbar an das Gebäude sind als Bauschilder üblich. Wird kein gemeinsames Bauschild angefertigt, dann befestigen viele Bauunternehmen und Planer einzeln eigene Schilder an Bauzaun, Gerüst, Bauwerk oder an eigenen Ständerkonstruktionen.

## Verkehrszeichen 123

Gefahrzeichen 123 Arbeitsstelle

Das Verkehrsschild 123 ist ein Gefahrzeichen nach Anlage 1 zu § 40 Abs. 6 und 7 StVO und zeigt eine Arbeitsstelle an. Hierbei handelt es sich um eine abgesperrte Fläche im öffentlichen Straßenverkehr, auf der vorübergehend Arbeiten stattfinden. Es kann sich hierbei um Bauarbeiten handeln, dies muss aber nicht der Fall sein. So kann die Verkehrsfläche auch aufgrund von Vermessungsarbeiten oder zur Grünpflege neben der Straße abgesperrt werden. Zuständig ist die Straßenverkehrsbehörde (§ 44, § 45 Abs. 1 Satz 2 Nr. 1 StVO).